# Шанж (Саона и Лоара)
Шанж (фр. Change) насеље је и општина у источном делу централне Француске у региону Бургоња, у департману Саона и Лоара која припада префектури Отен.
По подацима из 2011. године у општини је живело 236 становника, а густина насељености је износила 35,98 становника/km². Општина се простире на површини од 6,56 km². Налази се на средњој надморској висини од 295 метара (максималној 513 m, а минималној 274 m).

## Демографија
| 1962. | 1968. | 1975. | 1982. | 1990. | 1999. | 2011. |
| ----- | ----- | ----- | ----- | ----- | ----- | ----- |
| 215   | 231   | 179   | 201   | 204   | 213   | 236   |

График промене броја становника у току последњих година